# Riedau
Riedau  ist eine Marktgemeinde in Oberösterreich im Bezirk Schärding  im Innviertel mit 2012 Einwohnern (Stand 1. Jänner 2025). Die Gemeinde liegt im Gerichtsbezirk Schärding.

## Geografie
Riedau  liegt auf 376 m Höhe im Innviertel. Die Ausdehnung beträgt von Nord nach Süd 2,9 km, von West nach Ost 4,6 km. Die Gesamtfläche beträgt 7,7 km². 13, % der Fläche sind bewaldet, 71,4 % der Fläche sind landwirtschaftlich genutzt.

### Gemeindegliederung
Das Gemeindegebiet umfasst folgende 13 Ortschaften (in Klammern Einwohnerzahl Stand 1. Jänner 2025):
- Achleiten (149)
- Bayrisch-Habach (32) samt Wagneredt
- Berg (61)
- Birkenallee (86)
- Habach (37)
- Ottenedt (123)
- Pomedt (283)
- Riedau (430)
- Schwaben (285)
- Schwabenbach (189)
- Stieredt (10)
- Vormarkt (172)
- Wildhag (155)

Die Gemeinde besteht aus den Katastralgemeinden Riedau und Vormarkt Riedau.

### Nachbargemeinden
|                              | Zell an der Pram                            |              |
|                              | Kompassrose, die auf Nachbargemeinden zeigt | Kallham (GR) |
| Taiskirchen im Innkreis (RI) | Dorf an der Pram                            |              |

## Geschichte
Der Ort war lange Zeit österreichischer Grenzort zum benachbarten Bayern. Aus diesem Grund wurde er auch im Jahre 1515 von Kaiser Maximilian I. zum Markt erhoben. Während der Napoleonischen Kriege kurz bayrisch, gehört er seit 1814 endgültig zu Oberösterreich.
Nach dem Anschluss Österreichs an das Deutsche Reich am 13. März 1938 gehörte der Ort zum Gau Oberdonau. Nach 1945 erfolgte die Wiederherstellung Oberösterreichs.
Einen besonderen Aufschwung erlebte Riedau ab den 60er-Jahren mit der Ansiedlung der Firma Leitz. Der Bau des Freizeitzentrums, Schaffung günstiger Baugründe sowie weitere Infrastrukturmaßnahmen waren die Folge. Ein Schulzentrum mit Schwerpunkt Informatik wurde errichtet. Das Österreich-Haus der Winterolympiade in Japan wurde im Zentrum Riedaus neu aufgebaut und beherbergt seither das Holz- und Werkzeugmuseum Lignorama.
In den letzten Jahren wurde der Pramtalsaal zu einem attraktiven Veranstaltungszentrum umgebaut, die Schule generalsaniert, sowie das Betreubare Wohnen geschaffen. Bis Ende 2002 gehörte die Gemeinde zum Gerichtsbezirk Raab, nach dessen Auflösung wurde sie dem Gerichtsbezirk Schärding zugewiesen.

### Einwohnerentwicklung
1991 hatte die Gemeinde laut Volkszählung 1.897 Einwohner, 2001 dann 2.013 Einwohner. Die Zunahme erfolgte wegen der positiven Geburtenbilanz (+119), die Wanderungsbilanz war nahezu ausgeglichen. Von 2001 bis 2011 nahm die Abwanderung zu und die Geburtenbilanz wurde kleiner (+63), sodass es zu einem Rückgang der Bevölkerungszahl auf 1.969 Personen im Jahr 2011 kam.

## Kultur und Sehenswürdigkeiten
- Pfarrkirche Riedau
- Lignorama, Werkzeug und Holz Museum[3]

### Regelmäßige Veranstaltungen
- Riedauer Roßmarkt:  Der Riedauer Roßmarkt ist die traditionsreichste Veranstaltung von Riedau, und wird aufgrund des von Kaiser Maximilian im Jahr 1515 verliehenen Marktrechts jährlich am 2. Samstag im März abgehalten
- Bayrischer Bieranstich: der Bayrische Bieranstich findet im Lokal Plauscherl statt
- Steckerlfischpartie: jeden 14. August findet die Steckerlfischparite der SPÖ Riedau statt.

## Wirtschaft und Infrastruktur

### Ansässige Unternehmen
- Seit 1961 ist Riedau Produktionsstandort der deutschen Leitz-Gruppe, einem  wichtigen Hersteller von Präzisionswerkzeugen zur professionellen Holz- und Kunststoffbearbeitung. Das Werk in Riedau war bei seiner Eröffnung 1961 die erste Produktionsstätte von Leitz außerhalb Deutschlands. Das Leitz-Werk Riedau unterhält eine eigene Betriebsfeuerwehr.
- Die Dachdeckerei und Spenglerei Markl-Dach GmbH ist seit 1923 in Riedau angesiedelt und ist ein überregional tätiges Unternehmen im Bereich Kommunalbau und Privatbau.

### Verkehr
Riedau liegt am nach Passau führenden Teil der Westbahn, an der Bundesstraße 137 zwischen Passau und
Wels, sowie in der Nähe der Innkreis Autobahn.

### Sport
Im Freizeitbereich ist Riedau neben dem örtlichen Freibad geprägt von zahlreichen Sportvereinen, unter anderem dem Fußballverein SV Luksch Riedau, dem Tennisclub, der Tischtennis-Union oder dem Karateverein. Seit März 2009 steht im ehemaligen Hallenbad ein Fitnessstudio zur Verfügung.

## Politik

### Gemeinderat
Der Gemeinderat setzt sich aus 19 Gemeinderäten zusammen: 9 ÖVP, 5 SPÖ, 4 FPÖ, 1 Liste Riedau.

### Bürgermeister
Bürgermeister ist Markus Hansbauer von der ÖVP.

### Wappen
Offizielle Beschreibung des Gemeindewappens: In Blau auf grünem Schildfuß ein silberner, gequaderter Turm mit drei Zinnen samt Schießscharten, drei schwarz geöffneten, länglichen Fenstern, zwei runden Lichtöffnungen und schwarz geöffnetem Rundbogentor, von dem eine goldene Wegscheide über den grünen Rasen zum unteren Schildrand führt. Beiderseits des Turmes zwischen grünen Bäumen rechts vier und links drei goldfarbene Häuser mit roten Türmchen und Dächern.

## Persönlichkeiten

### Söhne und Töchter der Gemeinde
- Ludwig Spängler (1865–1938), Techniker und Eisenbahningenieur
- Josef Seilinger (1901–1955), Politiker (SPÖ) und BBÖ-Werkmeister
- Franz Rieger (1923–2005), Schriftsteller
- Hermann Kraft (* 1941), österreichischer Politiker (ÖVP), Abgeordneter zum österreichischen Nationalrat a. D.[6][7]
- Margarita Fuchs (* 1951), Schriftstellerin
- Bernhard Schärfl (1952–2014), Dramatiker, Vorstandsmitglied im Drehbuchverband Austria und Drehbuchforum Wien, Drehbuchautor[8][9][10]
- Christine Osterberger (* 1957), Sängerin (Sopranistin) und Malerin[11][12][13][14]
- Peter Gahleitner (1962–2024), österreichischer Kabarettist
- Monika Fischer-Vorauer (* 1965), Maskenbildnerin

### Mit der Gemeinde verbundene Persönlichkeiten
- Oliver Glasner (* 1974), Fußballspieler und -trainer
- Wolfgang Nowotny (* 1946), Lehrer und Experte für Schleimpilze
- Josef Oberauer (* 1952), Tenor, Entertainer und Opernsänger[15][16]
- Paul Josef Osterberger (* 1987), Künstler, Kunstschmied und Glasmacher[17]
- Gustav von Peßler (1861–1900), Jurist, Politiker und Abgeordneter des Reichsrats
- Anton Reidinger (1839–1912), von 1876 bis 1891 Pfarrer in Riedau. Von ihm stammt das populäre Weihnachtslied Es wird scho glei dumpa, neben der Pfarrkirche Riedau erinnert ein Denkmal an ihn.
- Karl Schuster (1887–1970), Politiker (CS) und Schmiedemeister, Abgeordneter zum Landtag und Mitglied des Bundesrates